# K.u.k. Telegraphentruppe

Gebirgsradiostation im Ersten Weltkrieg mit Handkurbeldynamo unterhalb Eissespitze in ca. 3.000 m Höhe

Der Feldtelegraphen-Stationswagen enthielt zwei Feldtelegraphenstationen und Sitzplätze für Feldtelegraphisten, war 4-spännig und wurde vom Sattel gelenkt.

Der Feldtelegraphen-Materialwagen M. 1890 transportierte das auf Trommeln aufgespulte Kabelmaterial und erforderliche Bauwerkzeug, war 4-spännig und wurde vom Sattel gelenkt.

Die k.u.k. Telegraphentruppe war eine Spezialeinheit der k.u.k Armee und im Frieden als Telegraphenregiment zusammen mit dem Eisenbahnregiment, der Luftschifferabteilung und der Automobilabteilung in der k.u.k. Verkehrstruppenbrigade vereinigt.

## Gliederungen

### Friedensstand
1 Telegraphenregiment
- 4 Bataillone zu je 1 Bataillonsstab und 4 Kompanien
- 1 Radioabteilung
- 1 Versuchsabteilung
- 1 Materialverwaltung
- 1 Ersatzbataillonskader

Vom Regiment bereitgestellte Kader:
- 16 Korpstelegraphenkader
- 12 Festungstelegraphenkader
- Kader für die Stabilen Radiostationen
- 1 Kader für die Festungstelegraphenschulen

### Kriegsstand
Im Krieg, also nach erfolgter Mobilisierung, wurden die Regiments- und Bataillonsverbände aufgelöst und die Telegraphentruppe neu formiert.
Alle Feld(Gebirgs-)Telegraphen- und Telephonabteilungen, mit Ausnahme der Spezial- und Festungstelegraphenabteilungen, gliederten sich in Züge. Der Zug war die technische Dispositionseinheit und bestand aus dem Telegraphen- und dem Trainpersonal und war für den Leitungsbau in zwei Halbzüge teilbar.
- Feldtelegraphenabteilungen
- Gebirgstelegraphenabteilungen
- Spezialtelegraphenabteilungen
- Feldtelephonabteilungen
- Gebirgstelephonabteilungen
- Feld- und Gebirgsradiostationen
- Festungstelegraphenabteilungen
- Reservetelegraphen-Bau- und Betriebsabteilungen
- Mobile Telegraphenfelddepots
- Mehrere Telegraphenersatzkompanien

#### Ausrüstung
In den Telegraphen-(Telephon-)formationen hatte ein Zug folgende technische Ausrüstung:
| Zusammensetzung eines Zuges  | Feldtelegraphen- stationen | Telephon- stationen | Signal- stationen | km Telegraphenkabel | km Telephonkabel |
| ---------------------------- | -------------------------- | ------------------- | ----------------- | ------------------- | ---------------- |
| Feldtelegraphenabteilung     | 2                          | -                   | -                 | 20                  | -                |
| Gebiergstelegraphenabteilung | 3                          | -                   | -                 | 20                  | -                |
| Korpstelegraphenabteilung    | -                          | 2                   | -                 | -                   | 20               |
| Divisions-Telephon-Abteilung | -                          | 2                   | 2                 | -                   | 20               |
| Gebirgstelephonabteilung     | -                          | 3                   | 3                 | -                   | 20               |

Besondere Formationen:
- Spezialtelegraphenabteilungen (waren nicht in Züge gegliedert) hatten 4 km Flusskabel, 40 km Telegraphenkabel, einen Vorrat an Feldtelegraphenapparaten und Telephonstationen etc.
- Feldradiostationen hatten Gebe- und Empfangsapparate, 1 Benzinmotor mit Dynamomaschine, 1 zerlegbaren eisernen 45 m hohen Mast nebst Hilfsmast.
- Gebirgsradiostationen waren leichter und für das Fortkommen im Gebirge auf Karren oder Tragtieren eingerichtet.
- Reservetelegraphen-Bau- und Betriebsabteilungen hatten Baumaterial 40 km Telegraphenleitung und 4 bis 5 Stationen für Hughes- oder Morsebetrieb.

## Korrespondenz

### Korrespondenzarten
Als Korrespondenzart wurde die technische Art der bidirektionalen Informationsübermittlung bezeichnet und in drei Arten unterteilt.
- Galvanisch: Die Buchstaben erschienen sichtbar als Morsezeichen auf einem Papierstreifen
- Phonisch: Die Buchstaben konnten als Morsezeichen durch einen Summton gehört werden.
- Telephonisch: Der Sprechende konnte gehört werden.

### Korrespondenzweite
Es konnten folgende durchschnittliche Reichweiten der Informationsübertragung erzielt werden:
- Hochgeführte Leitungen aus Telefondraht bei trockenem Wetter, phonisch und telephonisch: ca. 30 km
- Hochgeführte Leitungen aus Telefonkabel bei trockenem Wetter, phonisch und telephonisch: ca. 60 km
- Telegraphenkabelleitungen ermöglichten die galvanische Informationsübertragung auf alle, im Bereich einer Armee vorkommenden Distanzen.
- Feld- und Gebirgsradiostationen: je nach Bodenerhebungen und Höhe des verwendeten Mastes von 50 bis 500 km, in der Ebene weiter, im Gebirge kürzer
- Flaggensignale: bei günstigen Verhältnisse mit freiem Auge bis 6 km, mit Fernglas bis 10 km
- Signalapparate: mit Sonnenlicht bis 30 km, mit künstlichem Licht bis 6 km bei Tag, bis 30 km bei Nacht